# Sedgehill
Sedgehill är en by i civil parish Sedgehill and Semley, i distriktet Wiltshire, i grevskapet Wiltshire, i England. Byn är belägen 17 km från Warminster. Sedgehill var en civil parish fram till 1986 när blev den en del av Sedgehill & Semley. Civil parish hade 130 invånare år 1961.